# Marta Radici
Marta Radici (Buenos Aires, 3 ottobre 1901 – Rovigo, 1978) è stata una pediatra italiana. Tra le prime donne a ricoprire il ruolo di primario, dal 1946 al 1972 ha diretto la divisione pediatrica e il reparto di malattie infettive dell'Ospedale Civico Santa Maria della Misericordia di Rovigo.

## Biografia
Marta Radici nacque a Buenos Aires il 3 ottobre 1901 dall'industriale bergamasco Adamo Radici e da Carlotta Galimberti, due italiani emigrati in Argentina. Nel 1922 si trasferì con la famiglia ad Adria. Nel 1937 si iscrisse alla Facoltà di Medicina e Chirurgia dell'Università di Padova dove si laureò con lode e le fu pubblicata la tesi. Dopo aver frequentato il I anno della Scuola di perfezionamento in Clinica pediatrica diretta da Carlo Francioni presso l’Università di Bologna, nel 1929 si trasferì all'Università degli studi di Firenze per completare gli studi presso la Scuola di perfezionamento in Clinica pediatrica diretta da Carlo Comba. Marta Radici ottenne il diploma di perfezionamento il 14 luglio 1930 con il massimo dei voti discutendo una tesi dal titolo Lavoro sperimentale sopra alcune costanti fisico-chimiche del grasso del latte di donna e dei loro rapporti conservata e digitalizzata presso la Biblioteca Biomedica.
Tornata a Padova, diventò Assistente volontaria nella Clinica Pediatrica diretta da Gino Frontali e conseguì la libera docenza. Ottenne inoltre l’incarico di Direttore sanitario della Federazione Provinciale dell’O.N.M.I. di Padova. Come la stessa Marta ha raccontato, dall’11 febbraio 1946 al 1972 fu primario di Pediatria presso l’Ospedale Civico Santa Maria della Misericordia di Rovigo. Autrice di numerose pubblicazioni scientifiche, si occupò in particolar modo di microcitemia e della malattia di Cooley, un’anomalia ematologica a carattere ereditario che nel Polesine aveva la più alta percentuale italiana di diffusione. Presso l'ospedale istituì il Centro degli Studi sulla Microcitemia e lo diresse per otto anni.
Al termine della lunga carriera, la dottoressa ha scritto un libro intitolato L'amaro primariato: appunti di vita ospedaliera in cui narra l’esperienza di una vita dedicata ai malati, partendo dalle ritrosie della famiglia nei confronti della scelta degli studi in medicina, descrivendo poi la gestione del reparto di Pediatria tra tante difficoltà e raccontando alcuni casi clinici con molta umanità.
Con deliberazione n. 242 del 6 novembre 2006 il Comune di Rovigo le ha dedicato una strada da via N. Cossetto a una strada senza uscita nel quartiere Tassina.

## Opere di Marta Radici
- Comportamento del calcio e del fosforo ematico nei disturbi della nutrizione del lattante. Intossicazione alimentare, Padova, Tip. Stediv, 1937.
- L' elettrocardiogramma del bambino nel corso dell'infezione tifoide, Estr. dagli Atti della Socieà Medico-Chirurgica di Padova, «Bollettino della Facoltà di Medicina e Chirurgia della R. Università di Padova», Anno 15, Serie 2, Fasc. 3, 1937.
- Ricambio dell'azoto nella pellagra, Estr. dagli Atti della Società Medico-Chirurgica di Padova, Anno 16. Serie 2, Fasc. 3, 1938.
- Elementi di puericoltura, Padova, Stediv, Stab. Tip. Ed. De Il Veneto, 1942.
- Assistenza alla Madre e al bambino, Padova, Stediv, Stab. Tip. Ed. De Il Veneto, 1946.
- Il morbo di Cooley (contributo statistico clinico), in Istituto italiano di medicina sociale, Roma, Atti delle giornate di studio sul Il problema sociale della microcitemia e del morbo di Cooley, Roma, 1962, vol. 2, pp. 233-240.
- L'amaro primariato: appunti di vita ospedaliera, presentazione di Cesare Frugoni, Firenze, 1974.

### Fonti archivistiche
- Archivio Storico dell'Università degli Studi di Firenze, Registri carriere studenti, n. 25, p. 173.
- Archivio Storico dell'Università degli Studi di Firenze, Fascicoli studenti, filza n. 697, inserto n. 18275.